# 精巣破裂
精巣破裂または睾丸破裂（英: Testicular rupture）とは、精巣白膜が裂けて/剥けて、精細管を含む精巣内容物が押し出された状態である。精巣破裂は精巣外傷の稀な一形態であり鈍的外傷または穿通性外傷によって生じるが、鈍的外傷の方が破裂を起こしやすい。 
精巣破裂は通常、自動車事故やスポーツ中の外傷が原因で発生し、主に10～30歳代が罹患する。精巣破裂の主な症状は陰嚢の腫脹と強い疼痛で、診断が難しい場合がある。陰嚢に鈍的外傷を受けた場合は必ず精巣破裂を疑う必要がある。治療では、外科的診査して損傷を外科的に修復する。 

## 治療
精巣破裂の可能性は超音波検査で評価される。精巣破裂は手術で治療されるが、手技の内容は損傷の大きさと組織の修復可能性により異なる。精巣摘除術は、罹患した精巣を摘出するもので、精巣が修復不可能な場合に行われ、組織修復よりも精液の質が低下し、内分泌機能障害の発生率が高くなる。

## 予後
破裂した精巣の90％は、72時間以内の外科的治療で修復に成功する。通常、致命的ではないが、精巣破裂は性腺機能低下症、自尊心の低下、不妊症の原因となる。治療せずに放置しておくと、損傷した組織が壊死し、死に至る可能性がある。